# Snowing
Snowing (с англ. — «снегопад») — американская эмо-группа Среднего Запада из долины Лихай и Филадельфии в Пенсильвании. Группа, состоящая из басиста и вокалиста Джона Гэлма, гитаристов Нейта Дионна и Уиллоу Бразука и барабанщика Джастина Реннингера, была сформирована в 2008 году и распалась в 2011 году. Несмотря на свою короткую карьеру, они сыграли ключевую роль в движении эмо-ривайвл, которое процветало в начале-конце 2010-х годов. С тех пор Snowing воссоединились для короткого тура по Японии в 2019 году и трех разовых концертов: двух в 2016 году и одного в 2022 году.

## Характеристики
Стиль
Snowing известны своим «кричащим» вокалом, а тексты песен описываются как «размышления о смерти, отчаянии и чрезмерном употреблении алкоголя». Басист, вокалист и автор текстов Джон Галм сказал, что ранние тексты песен группы «почти как дневник». Композиции группы описываются как «взрывные гимны пригородного застоя, такие же короткие и свирепые, как и карьера группы». Журнал Spin сказал, что Snowing «выходят за рамки характерной для эмо меланхолии и выбирают полную апатию» и что «группа [экспериментировала] с дотошными математическими рок-структурами, которые отвлекают от атонального вокала и смутно угрожающей лирики [...] эта своеобразная дерзость является намеренной».

## Наследие
Snowing называют «любимой группой из ваших любимых эмо-ривайвл-групп». Группа приобрела культ после своего распада во время взрыва и возрождения эмо в его четвертой волне.

## Дискография
Альбомы
- I Could Do Whatever I Wanted If I Wanted (2010, Count Your Lucky Stars & Square Of Opposition Records)

Мини-альбомы
- Fuck Your Emotional Bullshit (2009, Square Of Opposition Records)

Синглы
- Tour Tape (2009, Square Of Opposition Records)
- Pump Fake / Scherbatsky (2012, Square Of Opposition Records)

Сплиты
- 1994! / Snowing / Boys and Sex / Algernon Cadwallader – Summer Singles (2009, Slow Growth Records)

Сборники
- 75:24 (2009, Ticklebutt Records & Soft City Records)
- Count Your Lucky Stars Sampler #4 (2012, Count Your Lucky Stars)
- Fuck Off All Nerds: A Benefit Compilation In Memory Of Mitch Dubey (2012, Topshelf Records)
- That Time I Sat in a Pile Of Chocolate (2016, Square of Opposition Records)
- Everything (2016, Waterslide Records)